# محسن آزمایش

محسن (اشتهاردیان) آزمایش

محسن(اشتهاردیان) آزمایش (زادهٔ ۱۳۰۴ در تهران – درگذشتهٔ ۱۳۷۱ در رباط، مراکش) کارخانه‌دار و کارآفرین ایرانی و بنیان‌گذار کارخانهٔ آزمایش بود. او با تاسیس کارخانه آزمایش توانسته بود نقش مهمی را در تولید لوازم خانگی در بازار ایران و کشورهای اطراف بازی کند. پس از موفقیت‌های کسب‌شده، محسن آزمایش کارخانه‌های خود را در ساوه، مرودشت و تهران گسترش داد. فعالیت‌های اقتصادی او تا سال ۱۳۵۸ در ایران ادامه یافت و در این سال حدود ۲۵۰۰ نفر در مجموعه آزمایش به شکل مستقیم مشغول به کار بودند. سپس در جریان مصادره‌های ابتدای انقلاب، تمامی کارخانه‌ها و اموال محسن آزمایش مصادره شدند و او ناگزیر ایران را ترک کرد. در زندگی خارج از کشور، او با مسائلی همچون فقدان درآمد، کار، هزینه بالای زندگی درگیر بود و نهایتا در سال ۱۳۷۱ درگذشت. کارخانه آزمایش نیز پس از مصادره دوران افول خودش را شروع کرد و در سال ۱۳۸۸ با اخراج حدود نود درصد از کارکنانش به حالت نیمه‌تعطیل درآمد، و نهایتا پس از مدتی تعطیل و جمع شد. در حال حاضر، مجموعه مرودشت به انبار کاه و یونجه، و چراگاه و «طویله» گوسفندان تبدیل شده است.

## زندگی شخصی
محسن آزمایش (اشتهاردیان) در خانواده‌ای روحانی به دنیا آمد و به خاطر وضع نامناسب مالی خانواده و فوت پدرش در نوجوانی، بیش از چهار کلاس درس نخواند. محسن از ۱۱ سالگی برای تأمین خانواده اش در کارگاه آهنگری با مزد یک تومان در هفته به شاگردی مشغول شد. او پس از دو بار تغییر محل کار و هفت سال تجربه شاگردی، عاقبت با ۱۴۰ تومان پس‌انداز، در سال ۱۳۱۸ مغازه کوچکی در خیابان عین الدوله باز کرد و به در و پنجره‌سازی پرداخت. آزمایش در سال ۱۳۲۱ با دختری از اقوام به نام بتول عاصمی ازدواج کرد. از آنجا که این وصلت بدون فرزند ماند، او به پیشنهاد همسرش زن دومی اختیار کرد. حاصل ازدواج با فرزانه سیمین پور، چهار فرزند به نام‌های امیرمسعود، مژگان، نادی و نازنین بود.

## شروع کار شرکت
آزمایش از سال ۱۳۳۰ در مناقصه‌های شهرداری تهران در رابطه با لوله‌کشی آب شرکت کرده و چندین کار بزرگ را دریافت و به پایان رساند. او از اواسط دهه ۳۰ در شرق تهران در کارگاهی به ساختن صندلی، مبل و آبکاری فلزات پرداخت. این کارگاه در سال ۱۳۳۶ در یک آتش‌سوزی، که آزمایش آن را «عمدی» توصیف می‌کرد نابود شد و سپس آنجا را به آقای جعفر بزرگی موسس کارخانه تولیدی صنعتی بی ام گاز فروخت. پس از این ماجرا او در تهران‌نو به تاریخ ۱۶ اسفند ۱۳۳۷ در محل کارخانه قدیمی، کارخانه صنعتی آزمایش را بنیان نهاد و تا سال ۱۳۵۸ مدیریت آن را در اختیار داشت.

## دوران شکوفایی کاری
شرکتی که محسن آزمایش به ثبت رسانده بود، سرمایه‌ای برابر با ۳۰ میلیون ریال داشت. اما با رشد و توسعه کار، سرمایه شرکت در سال ۱۳۴۷ به ۲۰۰ میلیون ریال افزایش یافت. در این سال پیش‌بینی فروش محصولات شرکت ۱ میلیارد ریال بود. بعد از چند سال، وی زمینی به مساحت ۱۸۵ هزار متر در کیلومتر ۱۰ جاده آبعلی، سه راه آزمایش خریداری کرد و کارخانه‌ای بنا نهاد. در این کارخانه چندین نوع یخچال، کولر، آب‌گرم‌کن، تختخواب فلزی، بخاری و اجاق گاز تولید می‌شد. کم‌کم زیربنای کارخانه از ۲ هزار متر در سال‌های آغازین، به ۷۳ هزار متر در اواسط سال‌های دهه پنجاه رسید.
آزمایش به کارگران حقوقی چند درصد بیشتر از حد رایج می‌پرداخت و مدیران کارخانه از مزایای ویژه‌ای چون وام مسکن، کمک هزینه ازدواج، یارانه خودرو و غیره برخوردار بودند. آزمایش در ساوه و مرودشت نیز شعبه‌های تولید به راه انداخته بود.
او در سال ۱۳۴۷ گفت:
اگر در این محیط، جوانی بی سواد با ایمان و پشتکار خود به چنین موفقیت‌هایی دست یافته‌است، آیا دیگران به خصوص تحصیل کرده‌های ما نخواهند توانست از این همه موهبت برخوردار گردند و شاهد پیروزی را در آغوش گیرند؟

## افول شرکت آزمایش
در سال ۱۳۵۸ کارخانه‌های آزمایش مشمول بند ج قانون حفاظت صنایع ایران شدند و محسن آزمایش یک سال پس از ملی شدن (مصادره) در سال ۱۳۶۰ دارایی اش به سوئیس مهاجرت کرد. پس از چند سال، سایر نهادهای دولتی و شبه دولتی مثل سازمان خصوصی‌سازی و صندوق بازنشستگی از سهام داران بزرگ شرکت شدند. فعالیت‌های تولیدی شرکت تا اوایل سال ۱۳۸۰ تا حدی رونق داشت و کالاهای جدیدی مانند یخچال ساید بای ساید و فریزر بدون برفک و تلویزیون به محصولات شرکت اضافه شدند.
در همین سال‌ها مجموعه آزمایش از طریق بورس به بخش خصوصی واگذار شد (چه کسی؟). در آن زمان زیان انباشته شرکت حدود ۱۲٫۵ میلیارد تومان بود. همچنین قیمت هر سهم از شرکت ۱۶۰ تومان بود که ارزش کل شرکت را برابر ۳۵ میلیارد تومان نشان می‌داد.
در سال ۱۳۸۸ به دلیل بدهی‌های فراوان تعداد کارکنان واحد مرودشت آزمایش، از ۱۴۰۰ نفر به ۱۶۰ نفر کاهش یافت و کارخانه به حالت نیمه تعطیل درآمد و نهایتا پس مدت کمی به شکل تعطیل گشت. برخی کارشناسان مهمترین دلیل تعطیلی آزمایش را عدم مدیریت صحیح این کارخانه پس از مصادرۀ آن و رفتن مدیریت اولیه می‌دانند.

## مرگ
محسن آزمایش به دلیل مشکلات مالی و خانوادگی در سال ۱۳۶۶ از همسر دومش نیز جدا شد. وی سرانجام در سال ۱۳۷۱ در شهر رباط کشور مراکش در سن ۶۷ سالگی درگذشت و در همان‌جا به خاک سپرده شد.

## مرگ شرکت و کارخانه
پس از انقلاب و مصادره شرکت و کارخانه‌ها ، به دلیل مدیریت نا کار آمد این شرکت نیز مانند اکثر شرکت های مصادره شده به ورشکستگی رسید و در اجرای اصل ۴۴ قانون اساسی جمهوری اسلامی ایران توسط سازمان خصوصی سازی به محسن رضایی فروخته شد و سپس ماشین آلات و به دنبال آن زمین‌های کارخانه فروخته شد.